# アストロボット
『アストロボット』（ASTRO BOT）は、ソニー・インタラクティブエンタテインメント（SIE）より2024年9月6日に発売されたゲームソフト、開発はTeam ASOBI（SIEジャパンスタジオ）。PlayStation 5専用アクションゲーム。2020年に発売された『ASTRO's PLAYROOM』の実質的な続編となる作品で、そちらもPlayStation 5専用タイトルとなっている。

## ゲーム内容
主人公のキャラクターである小型ロボット「アストロ」（Astro）が搭乗している母船が襲われた事によりアストロボットの仲間が銀河中に散り散りになってしまう所から話が始まる。
宇宙を題材としており、各ステージは星となっている。ステージに居るボットたちを救出してクリアをしていく内容となる。

## ゲーム開発
Team ASOBI（SIEジャパンスタジオ）によって『ASTRO's PLAYROOM』の直後から制作を開始した。

## 評価・受賞歴

### 評価
レビュー収集サイトMetacriticでは、94/100のメタスコアとなり、「MUST-PLAY」認定となった。「週刊ファミ通 通巻1866号」に掲載されたファミ通クロスレビューでは36/40となり、「プラチナ殿堂入り」となった。海外有名メディアからも高いレビューを多数獲得している。

### 販売
全世界での販売本数（ゲームパッケージ版出荷本数 + ダウンロード版販売本数）は、発売日から2か月程の時点で150万本を突破している。

### 受賞
現地日付2024年11月21日に行われたアワードショー、「世界のゲームアワードの中で現存最古であり最長である」イギリスの「Golden Joystick Awards 2024」では、『アストロボット』は最高賞の「Ultimate Game of the Year」部門（ゲーム・オブ・ザ・イヤー）を含む最多の5部門ノミネートをして、「Best Audio Design」部門を受賞した。また、この時にTeam ASOBI（SIEジャパンスタジオ）は「Studio of the Year」部門を受賞した。
現地日付2024年12月6日にスペインで行われた「Fun & Serious Game Festival（Titanium Awards） 2024」では、『アストロボット』は4部門ノミネートをして、最高賞の「Game of the Year」部門を受賞した。
現地日付2024年12月12日に行われたアワードショー、「The Game Awards 2024」では、『アストロボット』は最多の7部門ノミネートをして、最高賞の「Game of the Year」部門を受賞した他に、「Best Game Direction」「Best Action/Adventure Game」「Best Family Game」の3部門も受賞した。
2024年12月17日に結果発表された、世界中から160万票以上の投票数が集まったという「PlayStation.Blog ゲーム・オブ・ザ・イヤー 2024」では、『アストロボット』は「プラチナトロフィー：5冠」「ゴールドトロフィー：2冠」を受賞した。また、この時にTeam ASOBI（SIEジャパンスタジオ）は「スタジオ賞 プラチナトロフィー」を受賞した。
現地日付2025年2月13日に行われた、「ゲーム業界のアカデミー賞」とも言われる、AIASが開催する「D.I.C.E. Summit」の中で行う、開催・第28回目の授賞式典「D.I.C.E. Awards」では、『アストロボット』は最多の6部門ノミネートをして、最高賞の「Game of the Year」部門を受賞した他に、「Family Game of the Year」「Outstanding Technical Achievement」「Outstanding Achievement in Game Design」「Outstanding Achievement in Animation」の4部門も受賞した。
現地日付2025年3月19日に開催期間中の「Game Developers Conference 2025」の中で行われた、開催・第25回目の授賞式典「Game Developers Choice Awards」では、『アストロボット』は最高賞の「Game of the Year」部門を含む最多の7部門でファイナリストに残り、「Best Technology」「Best Audio」の2部門を受賞した。
現地日付2025年4月8日に行われた、BAFTAが開催する、開催・第21回目の授賞式典「British Academy Games Awards / BAFTA Games Awards」では、『アストロボット』は8部門ノミネートをして、最高賞の「Best Game」部門を受賞した他に、「Animation」「Audio Achievement」「Family」「Game Design」の4部門も受賞した。
- Golden Joystick Awards 2024 - Best Audio Design
- Fun & Serious Game Festival（Titanium Awards） 2024 - Game of the Year
- IGN JAPAN GOTY 2024 - ファミリーゲーム賞[23]
- The Game Awards 2024
  - Game of the Year
  - Best Game Direction
  - Best Action/Adventure Game
  - Best Family Game
- PlayStation.Blog ゲーム・オブ・ザ・イヤー 2024
  - PlayStation 5賞 プラチナトロフィー
  - アクセシビリティ賞 プラチナトロフィー
  - DualSense ワイヤレスコントローラー賞 プラチナトロフィー
  - アートディレクション賞 プラチナトロフィー
  - オーディオデザイン賞 プラチナトロフィー
  - グラフィック賞 ゴールドトロフィー
  - サウンドトラック賞 ゴールドトロフィー
- The Guardian Awards 2024 - Game of the Year[24]
- Empire Awards 2024 - Game of the Year[25]
- IGN Awards 2024 - Best PlayStation Game of 2024[26]
- Destructoid Awards 2024 - Game of the Year[27]
- Edge Awards 2024[28]
  - Game of the Year
  - PlayStation Game of the Year
- Kotaku Awards 2024 - Game of the Year[29]
- 14th Annual New York Game Awards
  - Big Apple Award for Best Game of the Year
  - Central Park Children’s Zoo Award for Best Kids Game
  - Tin Pan Alley Award for Best Music in a Game
- 28th Annual D.I.C.E. Awards
  - Game of the Year
  - Family Game of the Year
  - Outstanding Technical Achievement
  - Outstanding Achievement in Game Design
  - Outstanding Achievement in Animation
- 24th Annual National Academy of Video Game Trade Reviewers Awards
  - Camera Direction in a Game Engine[30]
  - Control Design, 3D[30]
  - Control Precision[30]
  - Game, Franchise Family[30]
  - Graphics, Technical[30]
- ファミ通・電撃ゲームアワード 2024 - アクション部門[31]
- 25th Annual Game Developers Choice Awards
  - Best Technology
  - Best Audio
- Game Informer Awards 2024[32]
  - Game of the Year
  - Best Sony Exclusive
  - Best Platformer
- 21st Annual British Academy Games Awards / BAFTA Games Awards
  - Best Game
  - Animation
  - Audio Achievement
  - Family
  - Game Design